# Блонтинская волость
Блонтинская волость или Блонтская волость (латыш. Blontu pagasts) — одна из двадцати пяти территориальных единиц Лудзенского края Латвии. Находится на востоке края. Граничит с Пушмуцовской, Звиргзденской, Циблинской, Лидумниекской,  Мердзенской и Голышевской волостями своего края и с Пограничной волостью Красногородского района Псковской области России.
Волостным центром является село Блонти (латыш. Blonti), в 11 км к северу от города Лудза.

## Население
По данным переписи населения Латвии 2011 года, из 717 жителей Блонтинской волости латыши составили  74,48 % (534 чел.), русские —  23,85 % (171 чел.). На начало 2015 года население волости составляет 421 постоянный житель.